# Marius Borg Høiby
Marius Borg Høiby (* 13. Januar 1997 in Kristiansand) ist der älteste Sohn der norwegischen Kronprinzessin Mette-Marit. Er wuchs ab dem Schulalter mit seinen beiden Halbgeschwistern Prinzessin Ingrid Alexandra und Prinz Sverre Magnus bei seinem Stiefvater Kronprinz Haakon von Norwegen und seiner leiblichen Mutter auf Gut Skaugum auf. Er ist kein offizielles Mitglied des norwegischen Königshauses. In Norwegen wurde er weithin als „Kleiner Marius“ bezeichnet. Im August 2025 wurde gemeldet, dass Høiby Anfang Januar 2026 in einem Strafprozess unter Vorwürfen der Vergewaltigung und mehrerer anderer Straftaten angeklagt wird.

## Leben
Høiby wurde am 13. Januar 1997 im Aker Universitätskrankenhaus in Oslo als Sohn von Mette-Marit Tjessem Høiby, die damals als Kellnerin arbeitete, und Morten Borg, einem verurteilten Straftäter, geboren. Die Eltern von Høiby waren nie in einer festen Beziehung und hatten nur eine kurze Begegnung, nachdem sie einander von John Ognby, Høibys ehemaligem Lebensgefährten und Verlobten, der ebenfalls verurteilter Straftäter war, vorgestellt worden waren. Zwei Jahre lang war Mette-Marit mit Ognby liiert, einem Sozialhilfeempfänger, der 15 Jahre älter war als sie, bis kurz vor der Geburt von Marius. Sie lebten in einer Sozialwohnung in einem Arbeiterviertel von Lillestrøm. Die Beziehung endete, nachdem Ognby Mette-Marit mit einem Messer durch die Straße gejagt hatte, etwa zu der Zeit, als sie mit Marius schwanger wurde.
Zum Zeitpunkt von Høibys Geburt saß sein Vater Morten Borg wegen drogenbezogener Gewalttaten im Gefängnis. Nachdem ihr Sohn geboren war, zog Mette-Marit Tjessem Høiby zurück in ihre Heimatstadt Kristiansand, wo Marius Høiby von seiner Mutter und ihrem damaligen Partner, einem lokalen DJ, bis zu deren Trennung Anfang 1999 aufgezogen wurde. Später im selben Jahr lernte Mette-Marit Kronprinz Haakon kennen, und im Jahr 2000 zog sie nach Oslo, um mit ihm zusammenzuleben. Die Tatsache, dass Mette-Marit alleinerziehende Mutter war, und die Umstände, die damit einhergingen – einschließlich des Hintergrunds des Kindsvaters –, wurden als kontrovers betrachtet. Der Fernsehsender TV 2 schrieb später: „Allein durch seine Existenz wurde Marius Borg Høiby von vielen als Skandal für die königliche Familie angesehen.“
2002 besuchte Høiby für ein Jahr eine Vorschule in London. Im folgenden Jahr wurde er am 18. August 2003 in die Jansløkka-Grundschule in Asker eingeschult, wechselte im August 2010 in die Gesamtschule Solvang und 2013 auf das weiterführende Sportgymnasium „Wang Toppidrett“ in Oslo. Danach begann er ein Wirtschaftsstudium in Los Angeles, das er nach einigen Monaten abbrach. Später trat er, zurück in Norwegen, beispielsweise 2016 als Statist in der norwegischen Fernseh- und Webserie für Jugendliche Skam auf.

## Mediales Interesse
Im Jahr 2017 wurde sein Profil von der Website des norwegischen Königshauses entfernt, da er laut seiner Mutter kein Leben in der Öffentlichkeit führen will.
Im Jahr 2024 erlangte Høiby norwegisches und später internationales Medieninteresse aufgrund seiner Festnahme am 4. August 2024 und einer Anklage, zunächst wegen Körperverletzung und Sachbeschädigung, später ergänzt um Bedrohung und am 23. August 2024 ergänzt um Diebstahl. Am 15. August 2024 ließ Høiby über seinen Verteidiger ein öffentliches Geständnis übermitteln, in dem er zugab, seiner ehemaligen Freundin im Alkohol- und Kokainrausch Gewalt angetan zu haben.
Ab dem 24. August 2024 wurden verschiedene Fotos von Høiby in den Medien öffentlich, die ihn beispielsweise mit einem Bekannten zeigen und auf denen er ein Tütchen mit weißem Pulver hält und ein weiteres Foto, auf dem er eine Waffe, eine Flasche Dom-Pérignon-Champagner und ein mutmaßliches Kokaintütchen in der Hand hält, sowie im Hosenbund eine große Anzahl gebündelter 500- und 1000-Kronen-Geldscheine trägt. Høiby wurde zusammen mit Personen mit kriminellem Hintergrund und einem umstrittenen Alt-Right-Blogger abgebildet, der dafür bekannt ist, Vergewaltigungen zu verteidigen, was erhebliche öffentliche und mediale Kritik auslöste. Zur selben Zeit wurde über das Dagbladet ein Polizeibericht aus dem Jahr 2017 öffentlich, nach dem Høiby bereits in jenem Jahr beim Palmesus-Festival in Kristiansand des Kokainkonsums überführt worden war. Das Dagbladet beschrieb Høibys soziales Umfeld als „reiche Erben, Prominente und Influencer“, aber auch Menschen, die „wegen Kokainhandels und schwerer Kriminalität verurteilt wurden und Verbindungen zum Bandenmilieu und den Hells Angels haben“.
Am späten Abend des 18. November 2024 wurde er erneut verhaftet und später Untersuchungshaft angeordnet, um unter anderem Zeugenbeeinflussung und Beweismittelbeseitigung zu verhindern. Ihm wird neben sexuellem Missbrauch wie Vergewaltigung auch psychische Gewalt bis hin zu Morddrohungen an seinen Opfern vorgeworfen. Laut dänischen Medien soll es fünf Opfer geben. Dabei soll er einige der sexuellen Übergriffe mit seinem privaten Mobiltelefon aufgezeichnet haben. Mette-Marit wurde beschuldigt, ihren Sohn vor seiner bevorstehenden Verhaftung gewarnt und sich der Zeugenbeeinflussung schuldig gemacht zu haben. Am 27. November 2024 wurde seine vorläufige Entlassung aus der Untersuchungshaft angekündigt, da eine Gefahr der Beweismittelbeseitigung derzeit nicht bestehe. Am 27. Juni 2025 wurden die Ermittlungen abgeschlossen. Am 18. August erhob der Staatsanwalt in Oslo Anklage in 32 Punkten. Eine Haftstrafe von bis zu zehn Jahren ist möglich.